# (14104) Delpino
(14104) Delpino est un astéroïde de la ceinture principale.

## Description
(14104) Delpino est un astéroïde de la ceinture principale. Il fut découvert le 2 octobre 1997 à Sormano par Valter Giuliani. Il présente une orbite caractérisée par un demi-grand axe de 3,16 UA, une excentricité de 0,06 et une inclinaison de 9,0° par rapport à l'écliptique.

## Compléments